# ILife
iLife — це колекція програмних продуктів компанії Apple Computer. До нього входять такі програми як iPhoto, iMovie, iWeb, iDVD та GarageBand.